# Modacrilica
Per modacrilica (contrazione di "acrilica modificata") si intende una fibra formata da macromolecole lineari che presentano nella catena tra il 50% e l'85% in massa del motivo acrilonitrilico, mentre se supera l'85% diventa  fibra acrilica.
Ha come sigla di etichettatura MA.
Viene prodotta esclusivamente  in forma di fiocco e ha caratteristiche antifiamma eccellenti. Per questo motivo viene utilizzata soprattutto nell'arredamento sia di carattere domestico, sia di luoghi aperti al pubblico, dove la normativa esige caratteristiche antifiamma.
È stata per anni in Italia prodotta dalla Snia Viscosa che deteneva brevetti e "know how" specifici che le permettevano anche una posizione distinta nella ingegnerizzazione di impianti chiavi in mano in tutto il mondo.